# Pierwsza Kompania Kadrowa
Pierwsza Kompania Kadrowa – pododdział piechoty utworzony 3 sierpnia 1914 w Krakowie przez Józefa Piłsudskiego z połączenia członków „Strzelca” i Polskich Drużyn Strzeleckich jako zalążek Wojska Polskiego.

## Historia kompanii
28 lipca 1914 roku Austro-Węgry wypowiedziały wojnę Serbii, 1 sierpnia Niemcy Rosji, 3 sierpnia Niemcy Francji, 6 sierpnia Austro-Węgry Rosji. Rozpoczęła się I wojna światowa.
29 i 30 lipca Józef Piłsudski zarządził częściową mobilizację i koncentrację strzelców. Dzień później podporządkował sobie Polskie Drużyny Strzeleckie, a 2 sierpnia za zgodą władz austriackich rozpoczął mobilizację i koncentrację wszystkich drużyn z Galicji. Tego samego dnia dowódcą kompanii wyznaczył Tadeusza Kasprzyckiego „Zbigniewa”.
3 sierpnia około godz. 18.00 w Oleandrach z członków ZS i PDS sformowano 1 Kompanię Kadrową. Stworzono ją z wydzielonej większej grupy strzelców, podczas gdy mniejsza grupa z nich miała stanowić kadrę dalszych kompanii. 4 i 5 sierpnia kontynuowano organizację i szkolenie kompanii. W skład kompanii wchodziły cztery plutony, a każdy z nich złożony był z czterech dziesięcioosobowych sekcji. Żołnierze 1 kompanii otrzymali drelichowe mundury, ekwipunek oraz broń (Mannlichery). Czasowo komendę nad 1 kompanią objął Tadeusz Kasprzycki ps. „Zbigniew” (najmłodszy oficer ZS, komendant obwodu w Genewie). Kompania wymaszerowała 6 sierpnia o godzinie 2:42 w stronę Miechowa, w Michałowicach obalając rosyjskie słupy graniczne.
Udział mieszkańców Krakowa w przygotowaniu tego zrywu niepodległościowego był tak decydujący, że zasadnym jest mówienie o tym powstaniu jako krakowskim. 12 sierpnia 1914 pierwsza kompania, razem z kompaniami, które wyruszyły z Krakowa tuż po niej, tj. drugą Stanisława Tessaro ps. „Zosik” i trzecią Wacława Wieczorkiewicza ps. „Scaevola”, zajęła Kielce. Następnie, po bezskutecznej próbie przebicia się do Warszawy w celu wywołania powstania, Pierwsza Kadrowa powróciła do Krakowa, stając się zalążkiem Legionów Polskich.
Według różnych źródeł stan kompanii wynosił 145–168 żołnierzy. Do składu 1 kompanii kadrowej należy zaliczyć członków tzw. „siódemki” – patrolu Władysława Prażmowskiego „Beliny”, który w nocy z 1 na 2 sierpnia 1914 roku, jako pierwszy oddział Wojska Polskiego przekroczył granicę zaboru austriackiego z zaborem rosyjskim w Kocmyrzowie i 3 sierpnia wieczorem powrócił do Krakowa, a 6 sierpnia wyruszył wraz z kompanią do Miechowa.
8 sierpnia 1914 w Miechowie nastąpiły pierwsze zmiany personalne. Dotychczasowy dowódca kompanii, Tadeusz Kasprzycki „Zbigniew” odszedł do Komendy Głównej, a jego miejsce zajął Kazimierz Jan Piątek „Herwin”. Dowództwo 1 plutonu objął Modest Słoniowski „Słoń”, oficer PDS, odznaczony „Parasolem”. Tego samego dnia do kompanii przyjęto pierwszych ośmiu ochotników tzw. patrol skautów.
16 sierpnia 1914 1KK przebywała w Rykoszynie. 18 sierpnia 1914 dokonano reorganizacji zgrupowania, tworząc bataliony o numeracji I-V; dotychczasowe kompanie kadrowe 1-4 zostały włączone do batalionu IV, nad którym dowództwo objął Tadeusz Furgalski ps. „Wyrwa” (był to zalążek 1 pułku piechoty Legionów Polskich).
12 sierpnia 1919 roku w Warszawie, z rozkazu Naczelnego Wodza, zarządzona została zbiórka „kadrowców”. Prawo udziału w zbiórce przysługiwało tylko „tym oficerom, podoficerom i żołnierzom, którzy byli w składzie kompanii kadrowej w linii w dniu 6 sierpnia 1914 roku. Nikomu innemu prawo do wzięcia udziału w niej nie przysługuje pod żadnym pozorem”. „Kadrowcy” po przybyciu do Warszawy mieli się meldować u porucznika Stefana Pomarańskiego w Redakcji „Wiarusa” w Zamku Królewskim.

## Obsada personalna kompanii

### Dowództwo

Pułkownik Józef Piłsudski ze swoim sztabem przed Pałacem Gubernialnym w Kielcach w 1914

1. Tadeusz Kasprzycki „Zbigniew” – dowódca kompanii
2. Aleksander Litwinowicz „Grubszy” „Władysław” – intendent
3. Michał Wieruszewski „Zagończyk” – szef kompanii
4. Eustachy Jan Karol Dąbrowiecki „Eustachy Wirski” – pomocnik szefa kompanii
5. Franciszek Polniaszek „Karol Nowopolski” – pomocnik szefa kompanii

### 1 pluton
1. Piątek Kazimierz Jan „Herwin” – dowódca plutonu
2. Almstaedt Hugon „Puchacz”
3. Busler Kazimierz „Karol Magoski”
4. Cupiał Józef „Bukowski”
5. Englert Adam „Judym” „Żołnierz”
6. Ferencowicz Józef Bohdan „Krzesz”
7. Frydrych Marian „Szulc”
8. Głazowski Stanisław „Sokół”
9. Głowacz Eugeniusz „Ostaszewski Zenobi”
10. Goebel Kazimierz „Taternik”
11. Idzikowski Karol „Babinicz”
12. Janiszewski Lucjan „Pluch”
13. Jankowski Stanisław „Ziemowit”
14. Jankowski Stefan „Wernyhora”
15. Jóźwik Stefan „Stefanjusz”
16. Karski Kazimierz „Jur”
17. Karski Mieczysław „Witeź”
18. Kelm Julian „Koperczyński”
19. Kębłowski Stanisław „Kuźnicki”
20. Knobelsdorf Leon „Kruk”
21. Krzymowski Jerzy „Bajka”
22. Kuczerawcew Stefan „Poznańczyk” (później zmienił nazwisko na Łannicki)
23. Kuśnierski Kazimierz „Leonard”
24. Łada Eugeniusz „Potok”
25. Marusiński Mieczysław „Lelum”
26. Misiewicz Jan „Roch”
27. Osiński Tadeusz Michał „Brzęk”
28. Pisarski-Szreniawa Jerzy „Kmicic”
29. Rozmarynowski Stefan „Żarski”
30. Starzyński Józef „Paweł”
31. Szeligowski Bogdan „Ratajko”
32. Witulski Ksawery „Osiecki”
33. Wojewódzki Sylwester „Stefan”
34. Wojtulewicz Walerian „Achilles”
35. Wolski Stefan „Bolesław”

### 2 pluton

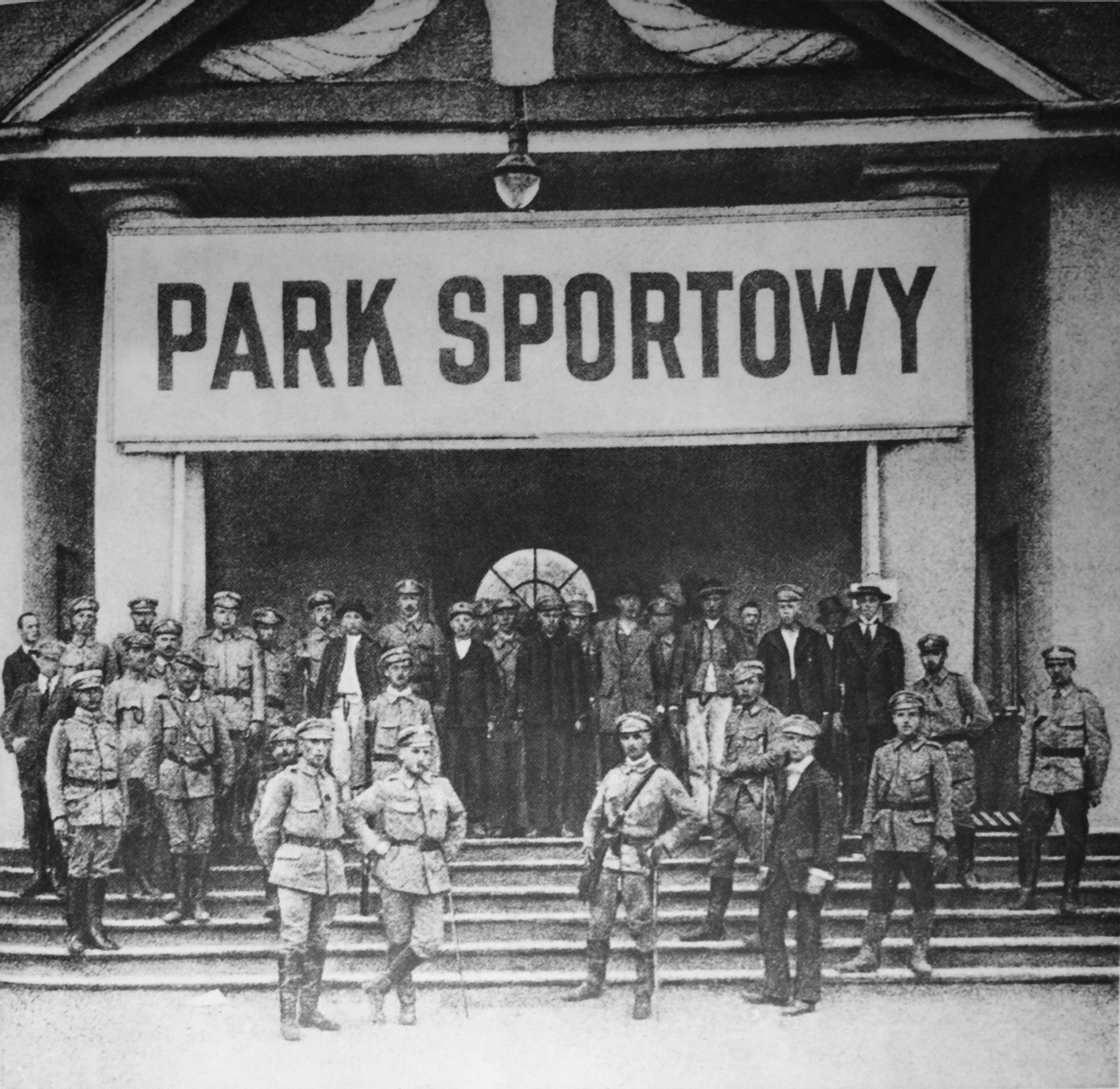
Strzelcy na kwaterze w Oleandrach

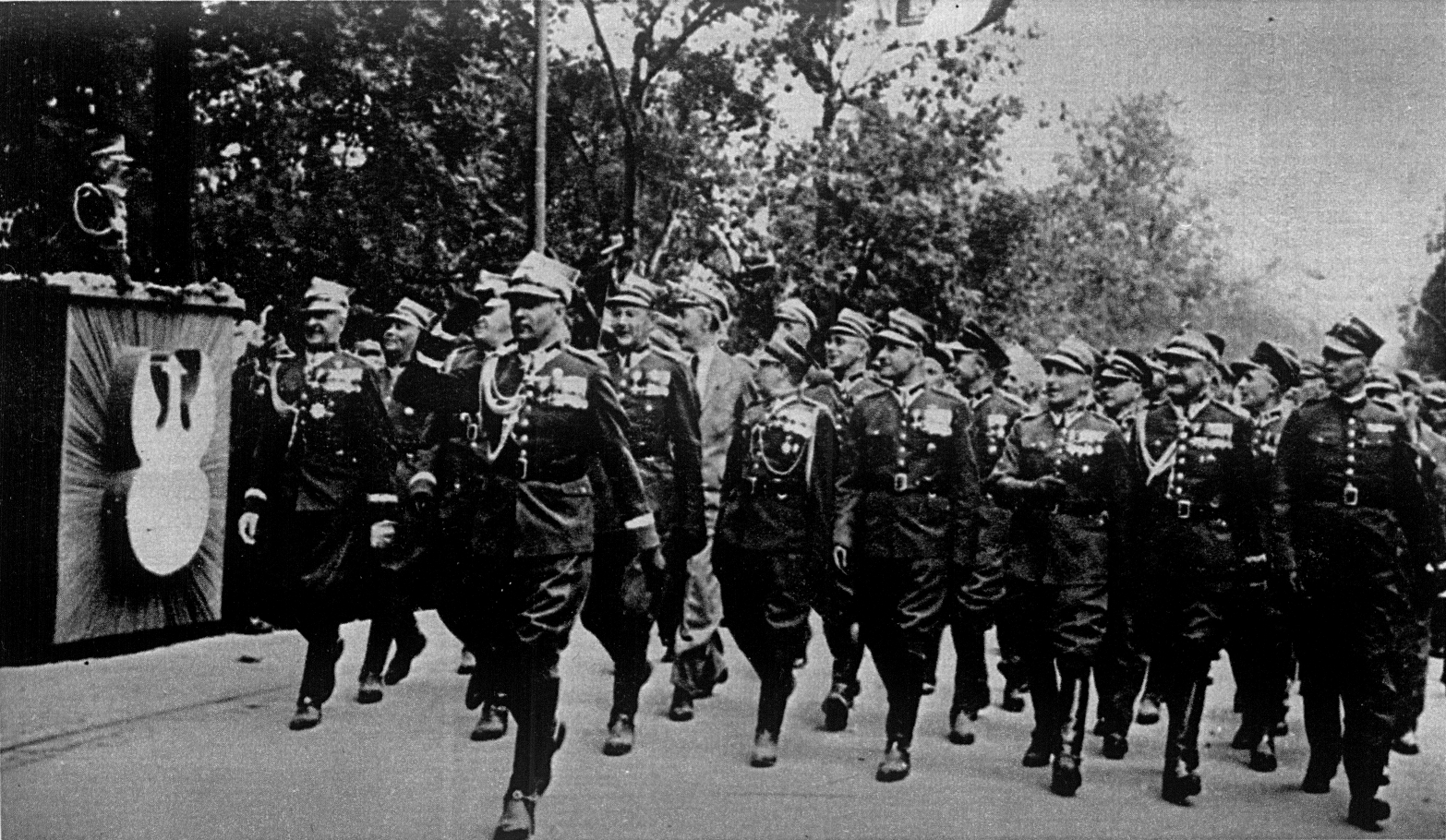
Ostatnia defilada Pierwszej Kadrowej na Błoniach krakowskich 6 sierpnia 1939 r.
Naczele: Tadeusz Kasprzycki, a na prawym skrzydle Bolesław Wieniawa-Długoszowski.

1. Paszkowski Henryk „Krok” – dowódca 2 plutonu
2. Augustyniak Mieczysław „Czarnecki”
3. Baszkiewicz Władysław „Baśka”
4. Boerner Ignacy „Emil”
5. Bystrzyński Brunon „Wiktor”, „Skrzetuski”
6. Caspaeri-Chraszczewski Tadeusz „Lech”
7. Dłużniakiewicz Janusz „Sęp”
8. Dobrowolski Henryk „Sęk”
9. Dziembowski Kazimierz „Huragan”
10. Gliński Jerzy „Eustachy”
11. Grzybowski Franciszek „Kruk Biały”
12. Horoszkiewicz Roman „Woynicz”
13. Kamieński Kazimierz „Luboń”
14. Kaszubski Tadeusz „Kowalewicz”
15. Maciszewski Seweryn „Wład”
16. Mansperl Bronisław „Haber”
17. Mierzejewski Bolesław „Strzecha”
18. Orzechowski Marian „Burkacki”
19. Ostrowski Tadeusz „Oster”
20. Pawłowski Janusz „Józef”
21. Platonoff Zygmunt Antoni „Plater”
22. Pomarański Stefan „Borowicz” (brat Zygmunta z 3 plutonu)
23. Przepałkowski Zygmunt „Młot”
24. Rettinger Wacław „Graba” (w 1922 zmienił nazwisko na Graba-Łęcki[9][10])
25. Smoleński Marian Józef „Kolec”
26. Spitzbarth Artur „Jerzy”
27. Strzelecki Kazimierz „Kazik”
28. Sujkowski Zbigniew „Bolko”
29. Szymański Roman „Tebański”
30. Wagner Adolf "Werner"
31. Zembrzuski Konrad „Bury”

### 3 pluton

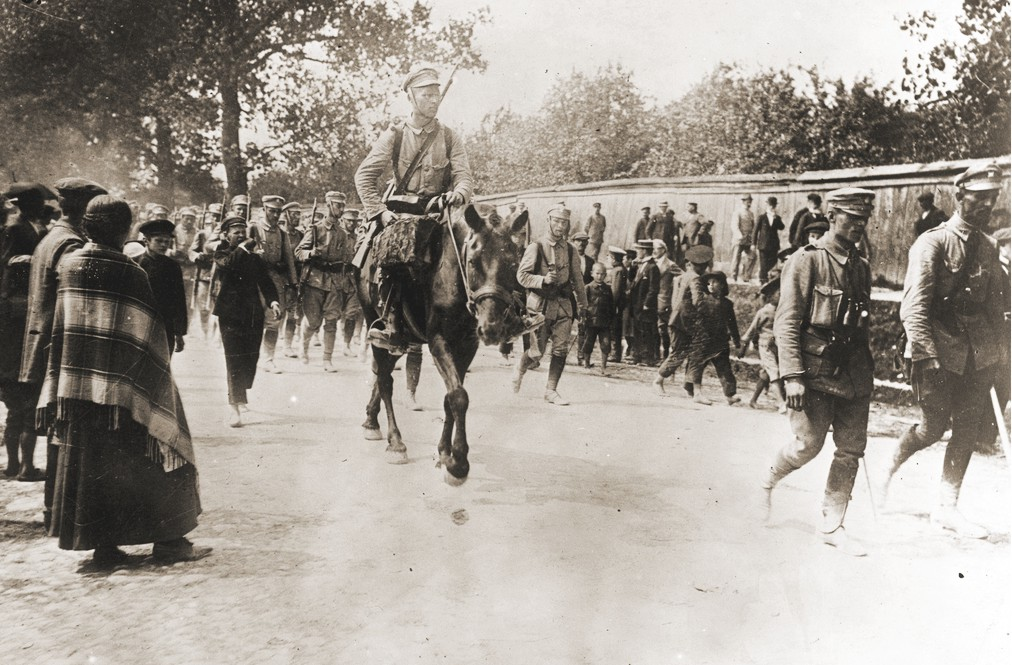
Przemarsz Pierwszej Kompanii Kadrowej przez Kielce w 1914

1. Burhardt Stanisław „Bukacki” – dowódca 3 plutonu
2. Boba Edward „Żbik”
3. Ciecierzyński Zbigniew „Zbych”
4. Dąbkowski Zygmunt „Korczak”
5. Ferencowicz Józef „Krzesz”
6. Ferencowicz Władysław „Graf”
7. Gajewski Stanisław „Chłop”, „Mokrski”
8. Gieysztor Stanisław „Szachowski”
9. Głodowski Tadeusz „Boruta”
10. Hegedeusz-Woronicz Brunon Aleksander „Jerzy”
11. Kamiński Mieczysław „Obotrycki”
12. Kuczyński Jan „Zygmunt”
13. Malinowski Jan „Rudzki”
14. Morris-Malcolm Jerzy „Poraj”
15. Pomarański Zygmunt „Brzózka” (brat Stefana z 2 plutonu)
16. Radomski Jerzy „Niemira”
17. Staszewski Józef „Krowajtys”
18. Szczepanowski Józef „Wojno”
19. Szubert Franciszek „Moździnski”
20. Tarnasiewicz Edmund Wacław „Heldut”
21. Trąbiński Jerzy „Czarny”
22. Woźniak Józef „Sokołowski”

### 4 pluton
1. Jan Kazimierz Kruszewski „Kruk” – dowódca 4 plutonu
2. Bąkowski Leon „Kirkor”
3. Bryzek Aleksander „Kłos”
4. Chmielewski Czesław „Rafał”
5. Czaykowski Eugeniusz „Jastrzębski Tomasz”
6. Długoszowski Bolesław „Wieniawa”
7. Doleżko Franciszek „Bogdanowicz”
8. Hiller Stanisław „Ignacy Nowak”
9. Jabłoński Konstanty „Kostek”
10. Jachimowski Stanisław „Czarny”
11. Jasiński Ignacy „Zawisza”
12. Kowalski Wincenty „Huk”
13. Łęgowski Czesław „Srednicki”
14. Molenda Andrzej „Olszewski”
15. Momot Wiktor „Brawura”
16. Nowak Aleksander „Hauke”
17. Oberg Jan „Borgjasz”
18. Ogoniewski Kacper „Kosiński”
19. Parczyński Stanisław „Młot”
20. Pągowski Bolesław „Orwicz”
21. Romański Tadeusz „Taro”[11]
22. Stachlewski Bohdan „Dan”
23. Stachlewski Bronisław „Wiesław”
24. Tarnowski Jan „Winicjusz”
25. Wiśniewski Tadeusz „Szabelski”
26. Woźniakowski Jan „Czywar”
27. Zalewski Marcin „Nałęcz”
28. Zieleniewski Tadeusz „Kalina”

### Patrol konny

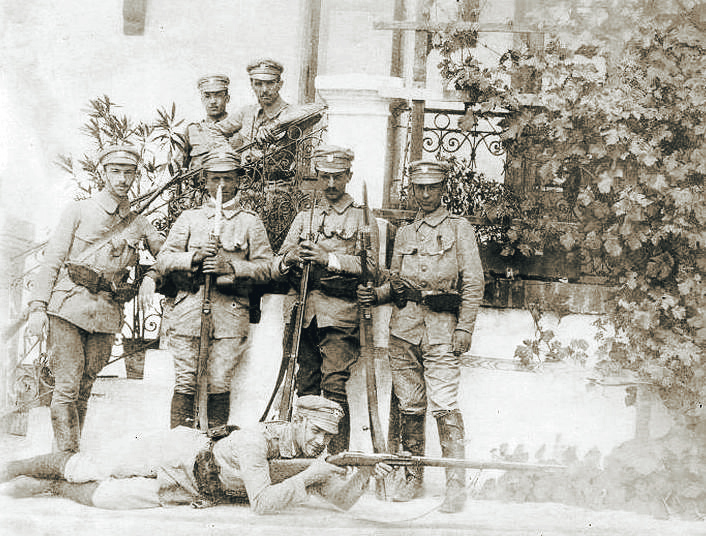
Ułańska siódemka na ganku w Goszycach

1. Prażmowski Władysław „Belina” – dowódca patrolu konnego
2. Głuchowski Janusz „Janusz”
3. Jabłoński Antoni „Zdzisław”
4. Kulesza Stefan „Hanka”
5. Skotnicki Stanisław „Grzmot”
6. Skrzyński Ludwik „Kmicic”
7. Karwacki Zygmunt „Bończa”
8. Krak Stefan „Dudzieniec”[12]
9. Kleszczyński Edward „Dzik”[13]

### Patrol sanitarny
1. Stryjeński Władysław Jan Augustyn „Bystram” – komendant patrolu sanitarnego[14]
2. Rouppert Stanisław „Teodor”
3. Rajs Mieczysław Zenon „Dewajtis”
4. Grodecki Miłosz Gabriel Tadeusz „Oskierko”
5. Buczma Adam
6. Bekrycht Zenon „Głowiński”
7. Oberhard Izydor – komendant patrolu sanitarnego[15][16][17]

### Pozostali
1. Fabiszewski Stefan „Tadeusz” (pluton 1 lub 2)
2. Hapiczuk Jan „Michał” (pluton 2 lub 4)
3. Jarema Józef „Ziętek”
4. Jakubowski Andrzej „Łokietek” (pluton 3 lub 4)
5. Jakubowski Antoni „Sabin”
6. Kilich Jan „Kufel”
7. Klimek Piotr „Rola”
8. Konarski Aleksander „Wyrwicz”
9. Kowalczewski Ignacy „Sępiński”
10. Kowalski Czesław
11. Krysiński Alfons „Walenty” (pluton 2 lub 4)
12. Manicki Bronisław „Łamigława” (pluton 3)
13. Napiórkowski Aleksander „Kordian” (pluton 1 lub 4)
14. Nodzeński Michał „Jastrzębiec”
15. Palkij Stanisław
16. Renik Józef „Kiryłło”
17. Sarnowski Wacław „Głowacki”
18. Stefański Mieczysław „Bojanek”
19. Świderski Jan „Leszek”
20. Kosiński
21. Kowalczuk Leon „Lew”
22. Lazarini de Colonna Edward „Powiślak”
23. Makowski Wincenty Franciszek (Wacław?) „Wilk”
24. Szapelski Feliks
25. Tomczyk Leopold „Glinka-Gliniecki”
26. Wendorff Stefan „Konopka”
27. Winiarz Jerzy Edward „Orsza”
28. Worosz Henryk Adolf „Dolek”
29. Zadworny Adam „Zamorski”
30. NN „Walgierz”
31. NN
32. NN

## Patrol skautów

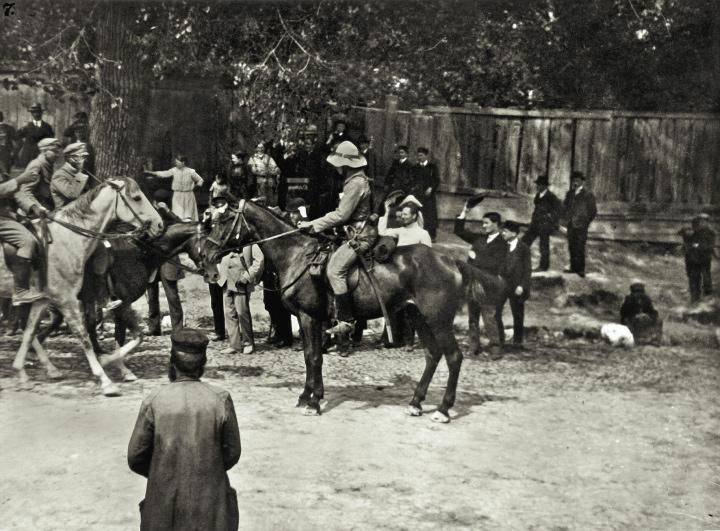
12 sierpnia 1914 roku w Kielcach Józef Piłsudski przyjmuje raport skauta Czesława Bankiewicza

1. Bankiewicz Czesław „Skaut” (1896–1915)
2. Bartel Zygfryd Alfons Piotr „Hasling” (1899–1972) – w marcu 1939, w stopniu majora uzbrojenia, w Inspektoracie Obrony Powietrznej Państwa[18]
3. Białowiejski Stanisław „Jastrzębiec” (1899–1967) – w marcu 1939, w stopniu kapitana, w 1 pułku lotniczym[19], major Polskich Sił Powietrznych w Wielkiej Brytanii
4. Borkowski Zygmunt „Zielony Brat” – w 1934 rotmistrz rezerwy, osadnik wojskowy w Wierzchni koło Dzisny
5. Ciołkowski Kazimierz „Ciołek” – poległ
6. Duszek Antoni „Bohun”, w 1934 urzędnik Sądu Powiatowego w Czeladzi
7. Kietliński Franciszek Gabriel „Odrowąż” † 1919
8. Krubski Jerzy „Czerwony Brat”, w 1934 w stopniu majora, II oficer sztabu inspektora armii gen. Sosnkowskiego, później pułkownik dyplomowany

Wszyscy członkowie patrolu skautów zostali odznaczeni przez Józefa Piłsudskiego odznaką pamiątkową Pierwszej Kompanii Kadrowej.

## Pieśń

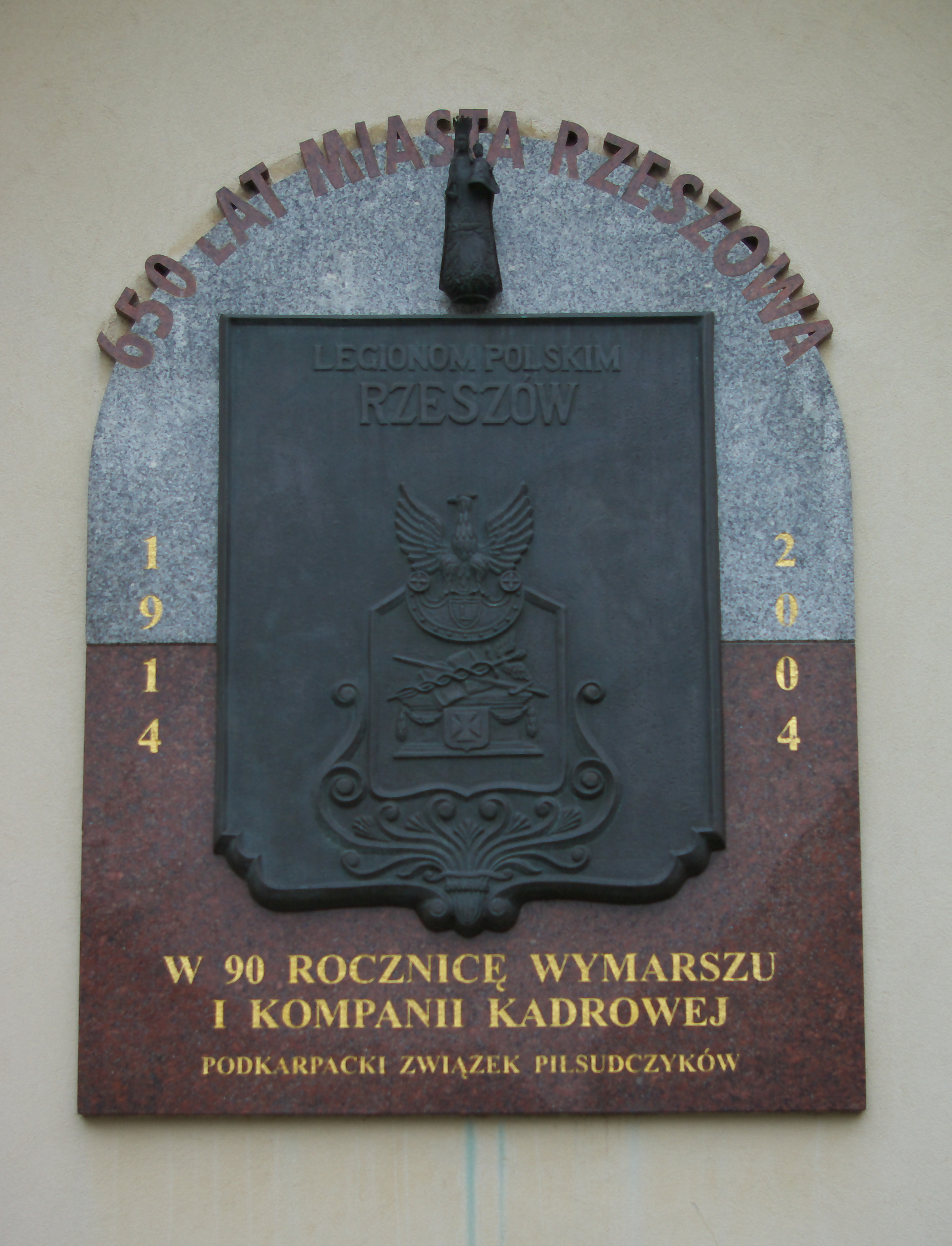
Tablica upamiętniająca wymarsz I Kompanii Kadrowej na dzwonnicy kościoła farnego św. Wojciecha i św. Stanisława w Rzeszowie

Pieśń pierwszej kompanii kadrowej, określana też jako „Pierwsza Kadrowa” bądź „Kadrówka”, powstała podczas marszu 1KK od 6 do dnia 12 sierpnia 1914, gdy o godz. 13 oddział wszedł do Kielc (jest śpiewana w tempo di marcia).
Słowa: Tadeusz Ostrowski „Oster”, Kazimierz Łęcki „Graba”
Raduje się serce, raduje się dusza,
Gdy pierwsza kadrowa na Moskala rusza.
Oj da, oj da dana, kompanio kochana,
Nie masz to jak pierwsza, nie!
Chociaż do Warszawy mamy długą drogę,
Ale przecież dojdziem, byleby iść w nogę.
Oj da, oj da dana…
Kiedy Moskal zdrajca drogę nam zastąpi,
To kul z manlichera nikt mu nie poskąpi.
Oj da, oj da dana…
A gdyby on jeszcze śmiał udawać zucha,
Każdy z nas bagnetem trafi mu do brzucha.
Oj da, oj da dana…
Kiedy pobijemy po drodze Moskali
Ładne warszawianki będziem całowali
Oj da, oj da dana…
A gdy się szczęśliwie zakończy powstanie,
To pierwsza kadrowa gwardyją zostanie.
Oj da, oj da dana…
A więc piersi naprzód, podniesiona głowa,
Bośmy przecie pierwsza kompania kadrowa
Oj da, oj da dana…
Chociaż w butach dziury i na portkach łaty
To pierwsza kadrowa pójdzie na armaty
Oj da, oj da dana…

## Odznaka pamiątkowa

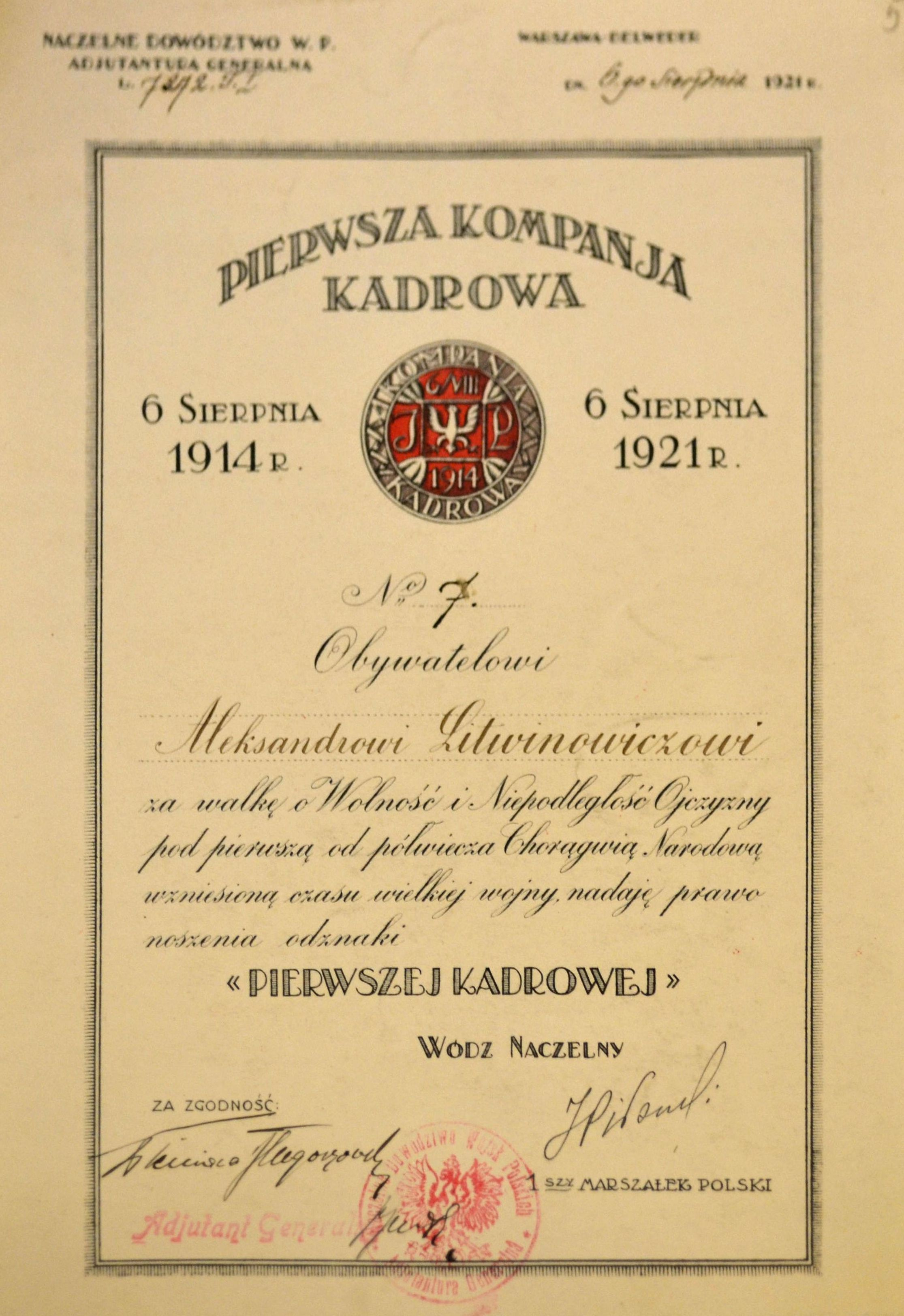
Dyplom odznaki "Pierwszej Kadrowej" Aleksandra Litwinowicza

27 maja 1924 roku Minister Spraw Wojskowych generał dywizji Władysław Sikorski zatwierdził odznakę pamiątkową „Pierwszej Kadrowej”. W środku krzyża został umieszczony biały orzeł bez korony. Na jego ramionach widnieją inicjały „J” i „P” (Józef Piłsudski) oraz data „6/VIII 1914”. Jest to odznaka jednoczęściowa o średnicy 39 mm, wykonana w srebrzonym tombaku i numerowana na nakrętce. Według Zdzisława Sawickiego i Adama Wielechowskiego, autorów pracy poświęconej odznakom Wojska Polskiego w latach 1918–1945, było 149 jej nadań.
Każdorazowo do odznaki był dołączany specjalny dyplom. U góry w lewym rogu widniał wydrukowany napis „NACZELNE DOWÓDZTWO W.P. ADJUTANTURA GENERALNA” oraz znajdowało się miejsce na kolejny numer, w prawym rogu zaś „WARSZAWA BELWEDER”, pozostawiono także miejsce na datę „6 sierpnia 1921 r.” Na środku dyplomu umieszczono dużą czcionką napis „PIERWSZA KOMPANIA KADROWA”, pod nim zaś znajdował się kolorowy wizerunek odznaki, po której bokach widniały symboliczne daty: „6 SIERPNIA 1914” i „6 SIERPNIA 1921”. Pod spodem umieszczono ręcznie wypisywany numer odznaki oraz sentencję „Obywatelowi (...) za walkę o Wolność i Niepodległość Ojczyzny pod pierwszą od półwiecza Chorągwią Narodową wzniesioną czasu wielkiej wojny nadaję prawo noszenia odznaki «PIERWSZEJ KADROWEJ»”. Pod tymi słowami z lewej strony umieszczono napis „WÓDZ NACZELNY Iszy MARSZAŁEK POLSKI” i podpis Józefa Piłsudskiego, a z prawej „ZA ZGODNOŚĆ – Adjutant Generalny” i podpis Bolesława Wieniawy-Długoszowskiego. Na dole znajdowała się ponadto okrągła pieczęć Naczelnego Dowództwa Wojsk Polskich.

## Pierwsza Kompania Kadrowa w kulturze
Narodowy Bank Polski wprowadził do obiegu monety upamiętniające 95. rocznicę wymarszu Pierwszej Kompanii Kadrowej:
- w dniu 3 sierpnia 2009 roku o nominale 2 zł – wykonaną stemplem zwykłym ze stopu Nordic Gold,
- w dniu 5 sierpnia 2009 r. o nominale 10 zł – wykonaną stemplem lustrzanym w srebrze.

## Pierwsza Kompania Kadrowa jako Patron
- Szkoła Podstawowa im. Pierwszej Kadrowej w Mąkolnie (od 18 listopada 1938 roku)
- ul. Kadrówki w Krakowie (przywrócono 14 czerwca 1991 roku)
- Gimnazjum nr 118 im. Pierwszej Kompanii Kadrowej w Warszawie (od 12 maja 2006 roku)
- Szkoła Podstawowa nr 24 w Kielcach im. Pierwszej Kompanii Kadrowej (od 10 listopada 2008 roku )
- Klub „Żołnierzy Rezerwy” im. Pierwszej Kompanii Kadrowej LOK w Iławie (od 2008 roku)
- Związek Strzelecki Oddział Kraków im. Pierwszej Kompanii Kadrowej (od 2016 roku)
- Zespół Placówek Oświatowych im. Pierwszej Kompanii Kadrowej w Bolechowicach (od 24 listopada 2018 roku)